# Queen's Club Championships 1993
I Queen's Club Championships 1993 (conosciuti pure come Artois Championships per motivi di sponsorizzazione) sono stati un torneo di tennis giocato sull'erba. È stata la 100ª edizione dei Queen's Club Championships e faceva parte della categoria ATP World Series nell'ambito dell'ATP Tour 1993. Si è giocato al Queen's Club di Londra in Inghilterra, dal 7 al 14 giugno 1993.

## Campioni

### Singolare
Michael Stich ha battuto in finale  Wayne Ferreira con il punteggio di 6–3, 6–4.

### Doppio
Todd Woodbridge /  Mark Woodforde hanno battuto in finale  Neil Broad /  Gary Muller con il punteggio di 6–4, 6–7, 6–3.